# Norbert Rivasz-Tóth
Norbert Rivasz-Tóth (Hungría, 6 de mayo de 1996) es un atleta húngaro especializado en la prueba de lanzamiento de jabalina, en la que consiguió ser subcampeón mundial juvenil en 2013.

## Carrera deportiva
En el Campeonato Mundial Juvenil de Atletismo de 2013 ganó la medalla de plata en el lanzamiento de jabalina, con una marca de 78.27 metros, tras el esloveno Matija Muhar (oro con 78.84 metros) y por delante del español Pablo Bugallo.